# Алексија Ејмсбери
Алексија Ејмсбери (енгл. Alexia Amesbury, рођена 1951. године) је сејшелска политичарка, адвокат и активисткиња.

## Биографија
Рођена је 1951. године у Праслину, одрасла је у манастиру Свете Елизабете на Сејшелима док се није преселила у Кенију 1961. Са тридесет и седам година је уписала право на Универзитету у Уједињеном Краљевству након чега је магистрирала међународно право на Економском факултету Универзитета у Лондону. Године 2015. је постала прва жена која се такмичила на председничким изборима у Сејшелима након што је представљала Сејшелску партију за социјалну правду и демократију на председничким изборима. У првом кругу је добила укупно 803 гласа, у други круг гласања није прошла али je подржала Вавела Рамкалавана. Након што је Џејмс Мишел победио Ејмсбери је веровала да су резултати неважећи на основу Устава Сејшела наводећи да према петом одељку Прилога 3 кандидат не може бити изабран за председника осим ако не добије више од половине гласова током избора. Године 1972. се удала за Енглеза са којим има шесторо деце, развели су се 1998.